# Catascopus
Genre
Taxons de rang inférieur
- Catascopus (Catascopoides)
- Catascopus (Catascopus)

Catascopus (en français : le Catascope) est un genre de coléoptères de la famille des Carabidae, de la sous-famille des Harpalinae, de la super-tribu des Lebiitae, de la tribu des Lebiini et de la sous-tribu des Pericalina.

Catascopus - Illustration dans Iconographia Zoologica - Collections Spéciales de l'Université d'Amsterdam. Texte:
33me GENRE - CATASCOPE. CATASCOPUS. Kirby.
Transact. Soc. linn. de Londres.
Κατα, en bas; σχοπεω, je regarde.
Tête forte; palpes à dernier article cylinfrique; une dent arrondie dans l'échancrure du menton; mandibules recouvertes par la lèvre; antennes filiformes, courte; corselet en cœur, court; élytres assez larges, plans, en carré, avec une échancrure à l'extrémité; tarses à articles cylindriques; crochets tarsiens simples.
Une quinzaine d'espèces, propres aux Indes et à la côte occidentale de l'Afrique, et revêtues de brillantes couleurs métalliques, entrent dans ce genre. Le type est le C. elegans, Fabricius.

## Espèces
Catascopus aculeatus - 
Catascopus aeneus - 
Catascopus aequatus - 
Catascopus agnatus - 
Catascopus alesi - 
Catascopus andamanensis - 
Catascopus andrewesi - 
Catascopus angulatus - 
Catascopus aruensis - 
Catascopus asaharti - 
Catascopus balthasari - 
Catascopus beauvoisi - 
Catascopus beccarii - 
Catascopus bellus - 
Catascopus biroi - 
Catascopus brachypterus - 
Catascopus brasiliensis - 
Catascopus brevispinosus - 
Catascopus brunneus - 
Catascopus bryanti - 
Catascopus chalydicus - 
Catascopus chaudoiri - 
Catascopus cingalensis - 
Catascopus clarus - 
Catascopus cupripennis - 
Catascopus cyanellus  - 
Catascopus cyaneus - 
Catascopus dalbertisi - 
Catascopus defanisi - 
Catascopus diffinis - 
Catascopus dobodura - 
Catascopus elegans - 
Catascopus elegantulus - 
Catascopus erwini - 
Catascopus facialis - 
Catascopus fuscoaeneus - 
Catascopus hardwickii - 
Catascopus hexagonus - 
Catascopus hinei - 
Catascopus horni - 
Catascopus ignicinctus - 
Catascopus illustris - 
Catascopus jenkinsi - 
Catascopus keralensis - 
Catascopus laevigatus - 
Catascopus laevipennis - 
Catascopus laotinus - 
Catascopus laticollis - 
Catascopus latimargo - 
Catascopus latus - 
Catascopus lissonotus - 
Catascopus lumawigi - 
Catascopus marani - 
Catascopus mirabilis - 
Catascopus moorei - 
Catascopus obscuroviridis - 
Catascopus pecirkai - 
Catascopus phlogops - 
Catascopus praesidens - 
Catascopus punctipennis - 
Catascopus quadrispina - 
Catascopus regalis - 
Catascopus rex - 
Catascopus riedeli - 
Catascopus rufipes - 
Catascopus rufofemoratus - 
Catascopus saphyrinus - 
Catascopus sauteri - 
Catascopus savagei - 
Catascopus schaumi - 
Catascopus senegalensis - 
Catascopus sidus - 
Catascopus similaris - 
Catascopus simillimus - 
Catascopus simplex - 
Catascopus smaragdulus - 
Catascopus specularis - 
Catascopus strigicollis - 
Catascopus subquadratus - 
Catascopus taylori - 
Catascopus thailandicus - 
Catascopus uelensis - 
Catascopus validus - 
Catascopus versicolor - 
Catascopus violaceus - 
Catascopus virens - 
Catascopus viridicupreus - 
Catascopus viridiorchis - 
Catascopus viridis - 
Catascopus vitalisi - 
Catascopus vollenhoveni - 
Catascopus wallacei - 
Catascopus whithillii